# Schuster Konstantin
Schuster Konstantin (Szakolca, 1817. július 31. – Vác, 1899. július 23.) piarista szerzetes, kassai püspök 1877-től, váci püspök 1886-tól haláláig. Hatalmas adományaival kiérdemelte kortársai és Ferenc József magyar király tiszteletét.

## Pályafutása
Szülei Schuster János városi főorvos és Benedino Johanna voltak. A középiskolát 1825-től Nyitrán végezte. 1831. szeptember 20-án, Privigyén belépett a piarista rendbe. 1833-tól egy évig a privigyei gimnázium helyettes tanára volt. 1834 és 1835 között Vácott, 1836-tól 1837-ig pedig Léván tanult; közben 1836-tól egy évig a lévai gimnázium tanára volt. Teológiai tanulmányait Nyitrán és Pozsonyszentgyörgyön végezte. A pesti egyetemen bölcsészetből doktorált. 1840. augusztus 2-án szentelték pappá Pozsonyszentgyörgyön. németül, olaszul, latinul, franciául és szlovákul is beszélt.
1840–1842-ig váci, majd a pesti piarista gimnázium tanára volt. 1843-tól Pálffy Alajos velencei kormányzó fiainak (Ede és Zsigmond) nevelője lett. Miután hazatért, 1857-ben ismerősei tanácsára az abszolutista rendszer által szorongatott piaristák helyett kalocsai egyházmegyés lett, és Baján káplánkodott. Nem sokkal később, 1858-ban Kunszt József kalocsai érsek udvarába hívta, és előbb főszentszéki jegyzővé, majd érseki titkárrá és könyvtárossá nevezte ki. 1865-ben kalocsai kanonok, 1867–1869-ig egyházmegyei tanfelügyelő, 1868-tól egy évig a nagyszeminárium rektora és a papi öregotthon igazgatója lett. 1870-ben az érseki birtokok jószágigazgatója lett.

### Püspöki pályafutása
Haynald Lajos javaslatára Ferenc József király 1877. június 6-án a komoly pénzügyi gondokkal küzdő kassai egyházmegye püspökévé nevezte ki; IX. Piusz pápa július 1-jén erősítette meg, majd szeptember 23-án Kalocsán szentelte püspökké Haynald Lajos érsek. Takarékos emberként ismerték, aki komoly pénzt gyűjtött össze, majd adományozott különböző nemes célokra. Kassán az ottani ősrégi dóm restaurálásához 44 000 forinttal járult hozzá; az alsó papság helyzetének javítására 40 000 forintos alapítványt tett. Eperjesen mintaszerű felsőbb leánynevelő intézetet állított 200 000 forintnyi költséggel.
1886. november 13-án az uralkodó váci püspökké nevezte ki. Ebben a minőségében új templomokat emelt Jakabszálláson, Rákóciban, Szécsénkén és Tiszaföldváron. A Váci székesegyházra 15 000 forintot költött, a péceli templom építésére alapítványt tett, a kassai dómban pedig 15 000 forinton egy márvány oltárt állított. Egy-egy leánynevelő intézet felállítására Kecskeméten, Félegyházán és Hódmezővásárhelyen 140 000 forintot adományozott. A váci főgimnáziumot 46 000 forinton kiépítette. 
Új elemi iskolákat állított Besnyőn, Kiskunhalason, Jászkerekegyházán, Kunszentmiklóson, Nagykőrösön, Páhiban, Szolnokon és Vácott összesen 80 000 forinton. 1892. január 2-án Vácnak 80 000 forintot adott árvaházra; kórházra és szegények házára pedig 100 000 forintot. Egyházmegyéjében három kanonoki stallum jövedelmének javítására 50 000 forintot, az esperesek javára 20 000 forintos alapítványt tett. Az alsó papsága kongruájára évenként 4000 forintot szánt, a papi nyugdíjintézetnek alapját 25 000 forinttal emelte, végül 200 000 forinttal az ún. Constantin-alapot szervezte a kegyúr nélkül való egyházak, plébániák és kántorlakok fenntartására. Uradalmában létrehozta a tiszti nyugdíjalapot, amelyhez 10 000 forinttal járult.
Kisebb adományai szinte megszámlálhatatlanul sok volt, de könnyen 100 000 forintra tehetőek, összes adományai körülbelül 1 368 600 forintot érnek el. (Hozzá kell tenni, hogy emellett kifizette elődjének 100 000 forintot meghaladó adósságait is.)
1893-ban betegeskedése miatt segédpüspököt kapott Jung János személyében. Állapota 1895-ben rohamosan romlott; májbetegség kínozta. 1899-ben lábát törte, majd  elhunyt közel 82 éves korában.

## Emléke
Róla kapta nevét Vácon a Konstantin tér, ahol a székesegyház is áll.

## Díjak
Nemes tettei kivívták Ferenc József király tetszését, és a főpapot rendkívüli kitüntetésekben részesítette: 1881-ben valóságos belső titkos tanácsos, 1882-ben a Ferenc József-rend nagykeresztese, 1888-ban az Osztrák Császári Vaskorona-rend I. osztályú lovagja, 1896-ban az Osztrák Császári Lipót-rend nagykeresztese lett.
Emellett Eperjes és Szolnok városok díszpolgárukká választották.

## Művei
1. Földismeret mathematikai, physikai és politikai tekintetben. Tanodai használatra. Buda, 1847[4]
2. Egyházi és alkalmi beszédeit a hittudományi folyóiratok és helyi lapok hozták, így a Váci Közlöny közölte a püspöki beiktatásakor 1887. április 17-én mondott beszédét (1888. 16. sz.)
3. Főpásztori körlevelei közül egyet, a tanítók kifizetésének javítása tárgyában, a Néptanítók Lapja (1892. 68. l.) is közölte